# Yves Delforge
Yves Delforge (Gosselies, 12 januari 1949) is een voormalig Belgisch volksvertegenwoordiger.

## Levensloop
Delforge was beroepshalve onderzoeker en projectverantwoordelijk van het Institut Wallon, waarna hij ambtenaar van het Waals Gewest werd.
Als lid van Amis de la Terre verzeilde hij begin jaren 1980 in de partij Ecolo en was de medeoprichter van de partijafdeling van het arrondissement Charleroi. Van januari tot december 1987 zetelde hij namens het arrondissement Charleroi in de Kamer van volksvertegenwoordigers, de Waalse Gewestraad en de Raad van de Franse Gemeenschap ter vervanging van Georges Dutry.
In 1988 werd hij verkozen tot gemeenteraadslid van Pont-à-Celles, wat hij bleef tot in 2012. Nadat de PRL van burgemeester Charles Petitjean er in de oppositie belandde, werd hij in 1989 schepen van onder andere Ruimtelijke Ordening en Leefmilieu en bleef dit tot aan de gemeenteraadsverkiezingen van 2000.